# 七帶豆娘魚
七帶豆娘魚（学名：Abudefduf septemfasciatus），又稱七帶雀鯛，七纹豆娘鱼，俗名厚殼仔、立身仔，為輻鰭魚綱鱸形目隆頭魚亞目雀鯛科的一種鱼类。

## 分布
本魚分布於红海、印度洋至太平洋中部，包括東非、馬達加斯加、馬爾地夫、印度、斯里蘭卡、安達曼海、中国南海诸岛、台湾、日本、澳洲、菲律賓、印尼、馬來西亞、新幾內亞、密克羅尼西亞、所羅門群島、帛琉、馬紹爾群島、斐濟、萬納杜、法屬波里尼西亞等海域。

## 深度
水深0~30公尺。

## 特徵
本魚體側橫帶於生活時明顯，死亡時易於消失。背鰭前鱗片可達眼眶末端。體側有七條深色橫帶，橫帶間隔小於橫帶寬度。背鰭有硬棘13~14枚、軟條12~13枚；臀鰭硬棘2枚；軟條13~14枚。體長可達25公分。

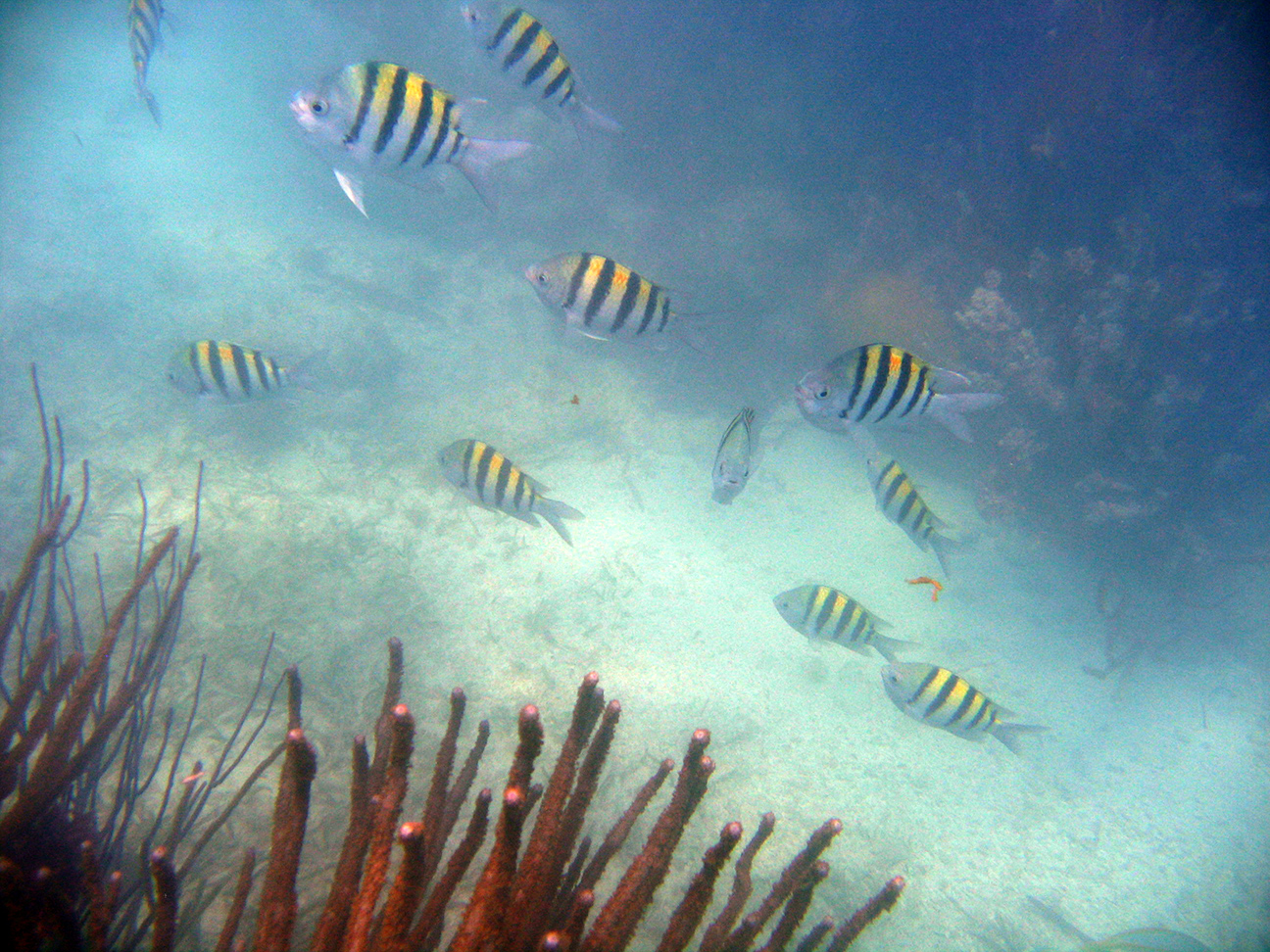
一群七帶豆娘魚

## 生態
本魚棲息於沿岸較淺的岩礁區、潟湖區、或礁湖，屬雜食性，以動物性浮游生物和藻類為食。

## 經濟利用
為食用性魚類，油炸使骨酥則美味。亦可飼養於水族箱中。

## 扩展阅读
維基物種上的相關：七帶豆娘魚
1. ↑  Jenkins, A.; Carpenter, K.E.; Allen, G.; Yeeting, B. . The IUCN Red List of Threatened Species. 2017, 2017: e.T188453A1877191  [20 November 2021]. doi:10.2305/IUCN.UK.2017-2.RLTS.T188453A1877191.en .
2. ↑  . IUCN Red List of Threatened Species.   [26 March 2019]. （原始内容存档于2020-03-04）.
3. 1 2  中国科学院动物研究所. . 中国动物物种编目数据库. 中国科学院微生物研究所.   [2009-04-16]. （原始内容存档于2016-03-05）.
4. ↑  . 台灣魚類資料庫.   [2009-04-24]. （原始内容存档于2011-10-29）.